# 302HW
STREAM S 302HW（ストリーム エス サンマルニエイチダブリュー）は、中国の通信機器メーカーHuaweiの日本法人によって開発された、ワイモバイル（「電話サービス(タイプ2)」対応）の第3.9世代移動通信システム対応の端末である。

## 概要
GL07S（イー・モバイルブランド）の事実上の後継機種で、ワイモバイルで販売される最初のスマートフォンとなる(当初は、イー・アクセスがGL11Sとして発売を予定していたが、社名とブランド変更で302HWとなった。GL12Pを予定していた303HW、GL14Pを予定していた305ZT、GL15Pを予定していた401HWも同様)。同社が中国向けに販売しているHuawei Ascend P6Sをベースとしているが、3.9G回線に非対応となっているHuawei Ascend P6と違い、P6Sとこちらは3.9G回線（FDD-LTE）に対応している。キャリアメールは、ymobile1.ne.jpが割り当てられる（emobile.ne.jp利用者が機種変更する場合もこのドメインに変更となるが、設定により、最大180日間は旧アドレス宛に来た内容を新アドレスに転送可能となっている）。なおキャリアメールの受信には、Google+ ハングアウトを利用することになる（SoftBankメールアプリを利用不可能であるため。Nexus 5/Nexus 6/Media Pad M1 8.0も同様）。
ホームウィジェットにはファーウェイ独自のEmotion UIが採用されている。
9月にワイモバイルから発売される京セラのDIGNO T 302KCとは異なり、本端末はSIMフリー仕様となっている。ただし、本端末に用いられるタイプ2用のUIMカードは、本端末以外では、従来からのソフトバンクモバイルの音声網は利用できないとしている。
緊急速報メールは、GL07S同様、イー・アクセスが構築したものが提供される。
ACアダプタは附属されていないため、GS03専用品(GL07Sも同一のものを使用)ないしは「ワイモバイル用 充電ACアダプタ03」を別途購入する必要がある。
2015年9月30日を以て、タイプ2の契約が新規受け付け終了となったため、当端末の販売も終了となった。同年12月には、旧イー・アクセスの3Gネットワークが2018年1月31日を以て停波されることが発表され、使用停止となるが、SIMフリー端末であるため、ソフトバンク株式会社のサポート対象外となるが、利用可能な周波数帯が合致した他社のUIMカードないしはSoftBankブランドのUSIMカードあるいはY!mobileブランドのタイプ1契約のUSIMカードに差し替えることで、継続使用は可能となる(ただし、技適が失効しないことが前提。失効した場合は、周波数帯が適合しても国内利用において違法状態となる)。

## 沿革
- 2014年7月18日 - Y!mobileブランド発表と同時に、発売が発表される
- 2014年8月1日 - 発売開始

## アップデート履歴
- 2014年8月26日[5]
  - インストール済アプリケーションのバージョンアップ
  - My Y!mobile（アプリケーション）を追加
  - セキュリティおよび動作安定性の向上